# 圣普里斯科
圣普里斯科（義大利語：San Prisco），是意大利卡塞塔省的一个市镇。总面积7平方公里，人口12133人，人口密度1733.3人/平方公里（2009年）。ISTAT代码为061081。